# Пентој
Пентој, односно Пентеј (грч. Πένθος) је у грчкој митологији био дух или демон туге, жалости и нарицања.

## Митологија
Као његове родитеље је Хигин навео Етера и Геју. Пентој је можда био један од демона Алгеја. Када је Зевс делио демонима дужности и почасти, Пентој је био одсутан. Како не би остао без дарова, Зевс му је накнадно поделио почасти које следују мртвима; тугу и сузе. Зато је овај демон управо и био наклоњен онима који пате и плачу, а избегавао оне који му те дарове ускраћују.